# Clémence Robert
Antoinette-Henriette-Clémence Robert, née le 6 décembre 1797 à Mâcon et morte le 1er décembre 1872 à Paris 7e, est une romancière française, féministe et républicaine, auteure de romans populaires historiques.

## Biographie
Fille de Jean-François Robert, juge suppléant au tribunal civil de Mâcon et de Claudine Henriette Loubat de Bohan, sœur de l’horloger Henri Robert, son enfance s’épanouit en pleine liberté auprès d’un père et d’une mère qui l’idolâtraient. Une fois ses leçons apprises, elle n’oubliait pas, chaque matin, de guetter le départ de son père, qui s’en allait en robe au tribunal. Quand il avait tourné la rue, elle prenait en toute hâte possession de son cabinet. Là se trouvait une bibliothèque assez vaste, garnissant tout le fond de la pièce. Au bas, s’alignaient les lourds volumes de droit, et tout en haut, sur les rayons supérieurs, perchaient les ouvrages de littérature. Cet obstacle n’arrêtait pas la jeune fille qui, roulant vers la bibliothèque un grand fauteuil de maroquin vert, plaçait une chaise sur ce fauteuil, grimpait sur le dossier de la chaise et atteignait ainsi les œuvres de Montesquieu, de Voltaire et de Rousseau. Elle lisait avec avidité tous ces livres et beaucoup d’autres encore et ne les quittait qu’à l’heure où l’audience devait finir. Ces fortes lectures l’enthousiasmèrent pour le libéralisme. Tout enfant, elle était déjà républicaine, et on racontait que souvent elle exprima à son père sa surprise qu’on n’établît pas en France la république, et que le bon juge entrait alors dans toutes sortes d’explications et faisait valoir des arguments que la jeune fille trouvait détestables. Le gout de la poésie succéda chez elle au gout de la lecture. Dans ses cahiers d’analyse et sous son carton de dessin, venaient se glisser, de temps à autre, certaines feuilles mystérieuses chargées de rimes et contenant les timides inspirations de sa muse naissante.
Voici une pièce que nous trouvons dans un volume, publié chez Janet en 1839, et qui nous permettra d’apprécier ces premiers essais littéraires de auteur et la tournure d’idées de la jeune fille. Malgré quelques imperfections, ce morceau, d’une tristesse gracieuse et profondément philosophique, promettait un poète. Clémence Robert ne s’arrêta cependant pas à la poésie ; la prose, qui serre de près l’idée, convenait mieux à son tempérament, moins spéculatif que pratique.
Vers 1827, ayant perdu son père, elle vint habiter, avec sa mère, Paris, où son frère, Henri Robert, alors simple ouvrier chez Breguet, était déjà connu par ses inventions dans l’art de l’horlogerie. Un horizon tout nouveau s’ouvrit alors devant la jeune fille qui n’avait pu, sans s’exposer aux moqueries de sa petite ville, donner un libre essor et son gout pour les lettres, à sa vocation bien arrêtée. Elle avait souvent dit « Si j’étais née pauvre, je me serais efforcée de gagner mon pain dans la littérature, et si le ciel m’eût fait naitre princesse, écrire aurait été mon seul bonheur. »

Clémence Robert était de ces écrivains qui, en prenant la plume, avaient une pensée, un but. Ces lignes écrites par elle, en 1834, et qui font bien connaitre ses tendances :

« La littérature n’ayant qu’un mérite purement littéraire est un simple divertissement de l’esprit. Faire des vers, seulement pour produire de jolis efforts, c’est un plaisir comme de broder ; raconter de belles histoires dont on ne peut tirer nulle conclusion utile, c’est aller à la chasse dans les terres de son imagination ; écrire en vers ou en prose pour le seul honneur du style, c’est, dans la sphère intellectuelle, donner un bal où les mots élégants et variés dansent gracieusement. Mais les écrivains qui ont le sentiment de l’avenir voient que le temps de ces fêtes est passé, et ils chargent la littérature de porter sa pierre à l’édifice social. »

Ses débuts à Paris furent peu encourageants. Son frère était lié avec Achille de Jouffroy, qui écrivait alors une histoire de France et élaborait en même temps des projets industriels qui l’absorbaient trop pour ne pas nuire à ses travaux historiques ; il chargea la sœur de son ami de l’aider et même de continuer seule son histoire. Clémence quitta la poésie pour l’histoire. Tous les matins, elle partait de chez son frère, allait frapper à la porte de Jouffroy et s’installait dans sa bibliothèque pour y travailler jusqu’au soir. Un matin, elle trouva la porte close ; les créanciers de son noble protecteur y avaient fait apposer les scellés. Elle ne se découragea pas cependant, et bientôt, grâce surtout à l’appui de Senancour, son nom parut dans la plupart des recueils de l’époque, notamment dans la Sylphide et dans le Journal des Femmes, où l’on remarqua, entre autres poésies, le Luxembourg, le Froid, les Tuileries et Une fleur à Paris le 5 juin 1832. À cette même époque, les événements de Pologne lui suggérèrent l’idée d’une traduction des Ukrainiennes de Gorczyński (pl) et Malczewski. Cette traduction, qui parut au commencement de 1835, la fit sortir de l’obscurité.
En attendant d’avoir des admirateurs, Clémence Robert avait déjà des amis : c’est sur les instances d’Amable Tastu que l’éditeur Ambroise Dupont lui demanda un roman. Elle se mit à l’œuvre et publia sa première œuvre, Une famille, s’il vous plait, qui n’eut que très peu de succès. Cependant, Senancour, et surtout le poète breton Hippolyte de La Morvonnais, qui, dès lors, dédia toutes ses poésies à Clémence Robert, sous le nom de Liane, lui donnèrent, au milieu de nombreuses critiques, des éloges pour quelques pensées ingénieuses, des observations vraies et délicates et un style tout féminin. Alors que les romanciers contemporains se tournaient vers la fiction d’évasion, ses romans historiques explorent les thèmes du socialisme et du républicanisme.
Elle fut plus heureuse avec son second roman l’Abbé Olivier, qui eut deux éditions. Dès lors, son nom se lut fréquemment au bas des feuilletons de tous les grands journaux : la Presse ouvrit ses colonnes à la Duchesse de Chevreuse et à Jeanne la Folle ; le Siècle accueillit le Marquis de Pombal et William Shakspeare. L’Esprit public, la Liberté, le Globe, le Pays, le Constitutionnel, la Pairie, l’Estafette, la République offrirent ses romans à leurs lecteurs et, à chaque nouvelle production, le succès croissant finit par rendre son nom populaire presque à l’égal des rois du feuilleton, d’Alexandre Dumas, de Paul Féval, de Frédéric Soulié et d’Eugène Sue.
En 1845, ayant perdu sa mère, elle se réfugia, seule et triste, à l’abbaye-aux-Bois, rue de Sèvres, où les chanoinesses de Saint-Augustin louaient une partie des bâtiments à des dames seules de la haute société. Elle resta cependant peu de temps dans ce cloitre tout mondain, où il y avait néanmoins une certaine discipline à subir, des règles à observer. Il fallait un peu abdiquer son indépendance, ses libres allures, ce qui n’était pas le fait d’une disciple d’Eugène Sue. L’amitié de la reine du lieu, Juliette Récamier, ni de ses sujets fidèles : Chateaubriand, Ballanche, Pasquier, Noailles ne purent y retenir cet être libre. D’ailleurs, la république, son rêve, venait d’être proclamée. Se souvenant qu’elle avait été poète, elle salua le printemps de 1848 par une pièce, qui eut à cette époque un vif succès. Avec Camille Leynadier, elle a compilé et édité les mémoires de Garibaldi, pour les présenter comme une biographie, dramatisée en plusieurs parties. Clémence Robert a encore essayé du théâtre et, en dépit de ses qualités dramatiques, elle a peu réussi Château et chaumière, l’Héritage du château, en deux actes, la Chambre de feu, en cinq actes, représentés en 1862 sur le théâtre Beaumarchais, n’ont eu qu’un succès médiocre.
On a fait une sorte de croquemitaine de celle qui a écrit Mandrin, les Quatre sergents de La Rochelle, le Tribunal secret, les Mendiants de Paris et tant d’autres drames sombres mais, de petite taille, d’une figure pâle et douce, les mains fluettes, aristocratiques, Clémence Robert était très affable et de mœurs très douces.

## Œuvres

Affiche lithographiée pour une publication en feuilleton dans Le Journal à cinq centimes (1870), récit de Clémence Robert.

Clémence Robert a écrit une centaine de romans, dont seuls quelques-uns sont indiqués ici.
- Mandrin, roman historique (1846)Texte sur Gallica
- Le Baron de Trenck, roman (1863)Texte sur Gallica
- Exili l'empoisonneur, (1863) Texte sur Gallica [4]
- La misère dorée, 1895, lire en ligne sur Gallica
- Le Tribunal secret, roman historique (1875)Texte sur Gallica
- Latude ou les Mystères de la Bastille (1875) [5]
- Les Quatre Sergents de La Rochelle, roman historique (1876)Texte sur Gallica
- Les Voleurs du Pont neuf, (1883)Texte sur Gallica

## Sources
- Pierre Larousse, Grand Dictionnaire universel du XIXe siècle : français, historique, géographique, mythologique, bibliographique, t. 13 pour-r, Paris, Administration du grand Dictionnaire universel, 1563 p., 17 vol. ; in-fol. (lire en ligne), p. 1252.